# 칼리파
칼리파(아랍어: خليفة 할리파[*]) 또는 칼리프(영어: caliph)는 ‘뒤따르는 자’라는 뜻의 아랍어로 무함마드가 죽은 후 움마(이슬람 공동체)·이슬람 국가의 지도자·최고 종교 권위자의 칭호이다. 가톨릭의 최고 지위인 교황과 유사하다.

## 역사
칼리파의 역사는 서기 632년에 무함마드가 죽은 후 이슬람 공동체의 지도자로서 제1대 칼리파로 아부 바크르가 선출되어 "알라의 사도의 대리인"을 칭했던 것에서 시작되며, 제2대 칼리파가 된 우마르 1세는 "아미르 알무미닌(Amīr al-Mu'minīn)"라고 하는 칭호를 채용하여, 칼리파의 칭호와 함께 이용되게 되었다. 제3대는 우스만 이븐 아판, 제4대는 알리 이븐 아비 탈리브로 계승되었으며, 이 4명은 쿠란과 순나에 기초하여 '움마'를 통치하였기 때문에 정통 칼리파(Al-Khalifah Ar-Rashid)라고 불린다.
그 후, 우마위야 왕조·압바스 왕조에 세습되어 가는 과정에서 시아파가 칼리파의 권위를 부정하고 분파하여, 수니파만이 칼리파를 따르게 되었다.
칼리파는 어디까지나 예언자의 대리인에 지나지 않기 때문에, 이슬람의 교의를 좌우하는 종교적 권한이나 꾸란을 독단적으로 해석해 입법하는 권한을 갖고 있지 않고, 대신에 이것들은 울라마들의 합의에 의해서 보충되어 단지 움마의 행정을 통괄하여 신도들에게 이슬람의 의무를 준수시키는 역할 밖에 갖고 있지 않다. 그러나, 또 10세기에 압바스 왕조의 칼리파가 대(大)아미르에 정권을 맡기게 되면서, 칼리파는 실권을 잃고 아미르나 술탄의 지배권을 승인하는 대신에 그들의 비호를 받았다. 그 후 안달루스 왕조도 칼리파를 칭하게 되었다. 압바스 왕조의 마지막 바그다드 칼리파인 알 무스타심은 1258년에 일칸국의 건국자인 훌라구에 의해 살해되어 아부 바크르 이래 계속된 칼리파 제도는 여기서 한 번 끊어졌다.
그러나, 그로부터 3년 후에 맘루크의 바이바르스는 살아남은 압바스 왕조의 일원 가운데 한 사람을 카이로로 초대하여 새로운 칼리파로 옹립해, 맘루크(노예 군인) 출신의 술탄에게 지배의 정당성을 주는 존재로서 존속하게 되었다. 1517년, 맘루크 왕조가 오스만 왕조에 의해 멸망하게 되면서, 카이로의 칼리파는 오스만 왕조의 수도 이스탄불로 끌려가 버렸다.
당초 오스만 왕조는 칼리파의 권위에 의지하지 않고서도 실력으로서, 술탄들의 술탄을 자처하고, 이슬람 세계의 맹주로서 행동할 수 있었지만, 18세기 말에서부터 19세기에 걸쳐, 러시아 제국 등 주변 국가들에 비해 군사적 열세가 벌어지면서, 오스만 제국 내외의 무슬림들에게 영향을 미치기 위해서는 칼리파의 권위가 필요하게 되었다. 그래서, 16세기 초에 오스만 제국의 황제는 아바스 왕조의 마지막 칼리파로부터 칼리파권을 선양받아 술탄과 칼리파를 겸비하는 군주제가 생겨났다(술탄-칼리파제).

## 국가별 칼리파

### 튀르키예
튀르키예의 경우에는 오스만 제국의 술탄이 칼리파를 겸하였으며 1922년 오스만 제국이 해체되어 술탄제가 폐지되자 뒤이어 칼리파제도 1924년에 폐지되어 1937년까지 튀르키예 대국민의회가 칼리파를 겸하였다. 케말 파샤의 집권으로 칼리파제는 튀르키예에서 종말을 고하게 되었다.

### 이라크 레반트 이슬람국
미승인국 이라크 레반트 이슬람국은 2014년 6월 29일 홈페이지와 트위터 등을 통해 발표한 성명에서 자신들의 최고 지도자인 아부 바크르 알바그다디를 칼리파로 추대했다고 밝혔다. 그러나, 이들의 주장은 어떠한 국가에서도 동의받지 못했다.

## 같이 보기
- 역대 칼리파의 목록
- 교황